# Torsångs landskommun
Torsångs landskommun var en kommun i dåvarande Kopparbergs län (nu Dalarnas län).

## Administrativ historik
Kommunen bildades 1863 i Torsångs socken i Dalarna.
Vid kommunreformen 1952 inkorporerades kommunen i Stora Tuna landskommun.
Området ingår sedan 1971 i Borlänge kommun.

## Politik

### Mandatfördelning i Torsångs landskommun 1938-1946
| 8 | 7 | 3 | 2 |

| 19 |

| 7 | 13 |

| 19 |

| 8 | 5 | 7 |

| 18 |